# Jeunesse sportive Athénée de Montegnée
La Jeunesse Sportive Athénée de Montegnée était un club de handball, situé à Saint-Nicolas, plus précisément à Montegnée.
Porteur du matricule 086, le club se nomma jusqu'en 1986, la JS Grâce-Hollogne avant de fusionner avec le voisin du Sporting Club Athénée de Montegnée (S.C.A.M.). Les deux clubs combineront alors leurs noms, le fruit de cette fusion se fit au détriment de Grâce-Hollogne, la formation évoluant sur le territoire de Montegnée.
Le fait d'armes le plus important du club fut sans aucun doute, leur unique saison en Division 1. Le club disparu en 2003, il était affilié à la LFH.

## Parcours
| Saison                  | Niveau           | Division         | Rang             | Coupe            |
| ----------------------- | ---------------- | ---------------- | ---------------- | ---------------- |
| JS Grâce-Hollogne       |                  |                  |                  |                  |
| Années 60               | Résultat inconnu | Résultat inconnu | Résultat inconnu | Résultat inconnu |
| ...                     | Résultat inconnu | Résultat inconnu | Résultat inconnu | Résultat inconnu |
| 1985-1986               | 2                | Division 2       | 10e              | ?                |
| JS Athénée de Montegnée |                  |                  |                  |                  |
| 1986-1987               | 2                | Division 2       | 2e               | ?                |
| 1987-1988               | 2                | Division 2 A     | ?                | ?                |
| 1988-1989               | ?                | ?                | ?                | ?                |
| 1989-1990               | ?                | ?                | ?                | ?                |
| 1990-1991               | ?                | ?                | ?                | ?                |
| 1991-1992               | ?                | ?                | ?                | ?                |
| 1992-1993               | ?                | ?                | ?                | ?                |
| 1993-1994               | ?                | ?                | ?                | ?                |
| 1994-1995               | ?                | ?                | ?                | ?                |
| 1995-1996               | ?                | ?                | ?                | ?                |
| 1996-1997               | ?                | ?                | ?                | ?                |
| 1997-1998               | 1                | Division 1       | 12e              | ?                |
| 1998-1999               | ?                | ?                | ?                | ?                |
| 1999-2000               | 2                | Division 2       | 6e               | ?                |
| 2000-2001               | ?                | ?                | ?                | ?                |
| 2001-2002               | ?                | ?                | ?                | ?                |
| 2002-2003               | ?                | ?                | ?                | ?                |

## Rivalité
Le club entretenait une véritable rivalité avec l'autre club de Montegnée, la Renaissance Montegnée.